# Uegitglanis zammaranoi
Uegitglanis zammaranoi is een straalvinnige vissensoort uit de familie van de kieuwzakmeervallen (Clariidae). De wetenschappelijke naam van de soort is voor het eerst geldig gepubliceerd in 1923 door Gianferrari.